# Corinna travassosi
Corinna travassosi är en spindelart som beskrevs av Cândido Firmino de Mello-Leitão 1939. 
Corinna travassosi ingår i släktet Corinna och familjen flinkspindlar. Inga underarter finns listade i Catalogue of Life.